# Acentroscelus albipes
Acentroscelus albipes là một loài nhện trong họ Thomisidae.
Loài này thuộc chi Acentroscelus. Acentroscelus albipes được Eugène Simon miêu tả năm 1886.